# 2017 FE173
2017 FE173 est un objet transneptunien de la famille des objets épars.